# Macedonia na Zimowych Igrzyskach Olimpijskich 2002
Macedonia na Zimowych Igrzyskach Olimpijskich 2002 – występ kadry sportowców reprezentujących Macedonię na igrzyskach olimpijskich w Salt Lake City w 2002 roku.
Kadra liczyła dwóch sportowców (mężczyzn), którzy wystąpili w czterech konkurencjach w dwóch dyscyplinach sportowych – biegach narciarskich i narciarstwie alpejskim.
Funkcję chorążego reprezentacji Macedonii podczas ceremonii otwarcia igrzysk pełniła niewystępująca w zawodach olimpijskich w Salt Lake City narciarka alpejska Jana Nikołowska. Reprezentacja Macedonii, oficjalnie występująca jako Była Jugosłowiańska Republika Macedonii, weszła na stadion olimpijski jako 25. w kolejności, pomiędzy ekipami z Finlandii i Francji.
Był to drugi start reprezentacji Macedonii na zimowych igrzyskach olimpijskich i czwarty start olimpijski, wliczając w to letnie występy. Uczestniczący w igrzyskach w Salt Lake City biegacz Ǵoko Dineski wystąpił także na poprzednich igrzyskach, zajmując 91. miejsce w biegu na 10 km.

## Skład reprezentacji

### Biegi narciarskie
| Konkurencja                                         | Zawodnik     | Kwalifikacje | Kwalifikacje | Kwalifikacje | Ćwierćfinały | Ćwierćfinały | Ćwierćfinały | Półfinały | Półfinały | Półfinały | Finały    | Finały   | Finały  |
| Konkurencja                                         | Zawodnik     | Czas         | Strata       | Miejsce      | Czas         | Strata       | Miejsce      | Czas      | Strata    | Miejsce   | Czas      | Strata   | Miejsce |
| --------------------------------------------------- | ------------ | ------------ | ------------ | ------------ | ------------ | ------------ | ------------ | --------- | --------- | --------- | --------- | -------- | ------- |
| Sprint indywidualny mężczyzn 1,5 km stylem dowolnym | Ǵoko Dineski | 3:29,29      | +39,22       | 64. nq       | NQ           | NQ           | NQ           | NQ        | NQ        | NQ        | NQ        | NQ       | 63.     |
| Bieg indywidualny mężczyzn 30 km stylem dowolnym    | Ǵoko Dineski | —            | —            | —            | —            | —            | —            | —         | —         | —         | 1:33:33,9 | +22:02,9 | 68.     |

### Narciarstwo alpejskie
| Konkurencja            | Zawodnik       | Przejazd 1 | Przejazd 1 | Przejazd 2 | Przejazd 2 | Czas łączny | Miejsce |
| Konkurencja            | Zawodnik       | Czas       | Miejsce    | Czas       | Miejsce    | Czas łączny | Miejsce |
| ---------------------- | -------------- | ---------- | ---------- | ---------- | ---------- | ----------- | ------- |
| Slalom mężczyzn        | Dejan Panowski | DNF        | DNF        | DNS        | DNS        | DNF         | DNF1    |
| Slalom gigant mężczyzn | Dejan Panowski | 1:20,48    | 65.        | 1:18,30    | 52.        | 2:38,78     | 52.     |